# 白麻
白麻（学名：Apocynum pictum）也称大叶白麻，为夹竹桃科罗布麻属下的一个种。